# Xanthophenax rubrithorax
Xanthophenax rubrithorax là một loài tò vò trong họ Ichneumonidae.